# هیلبرسدورف (زاکسونی)
هیلبرسدورف (به آلمانی: Hilbersdorf) یک منطقهٔ مسکونی در آلمان است که در بوبریتسش-هیلبرسدورف واقع شده‌است. هیلبرسدورف  ۱٬۴۱۱ نفر جمعیت دارد.